# 弗雷内
弗雷内（法語：Fresney，法語發音：[fʁɛnɛ]）是法国厄尔省的一个市镇，属于埃夫勒区。

## 地理
弗雷内（48°57'0"N, 1°18'17"E）面积6.34 平方千米，位于法国诺曼底大区厄尔省，该省份为法国北部内陆省份，北起滨海塞纳省，西接奧恩省和卡爾瓦多斯省，南至厄尔-卢瓦省，东临瓦兹省、瓦兹河谷省和伊夫林省。
与弗雷内接壤的市镇（或旧市镇、城区）包括：布瓦塞莱普雷旺什、布勒塔尼奥勒、勒科尔米耶、富克兰维尔、圣安德烈德勒尔、圣日耳曼德弗雷内、拉巴罗尼。

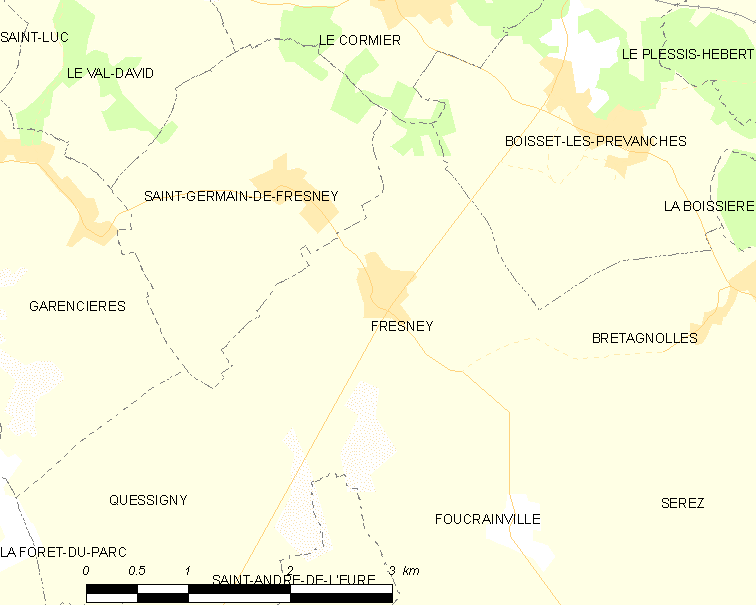
弗雷内的OSM定位图

弗雷内的时区为UTC+01:00、UTC+02:00（夏令时）。

## 行政
弗雷内的邮政编码为27220，INSEE市镇编码为27271。

## 政治
弗雷内所属的省级选区为圣安德烈德勒尔县。

## 人口

1962-2008年间弗雷内人口变化图示

弗雷内于2022年1月1日时的人口数量为318人。